# Ernst Meumann

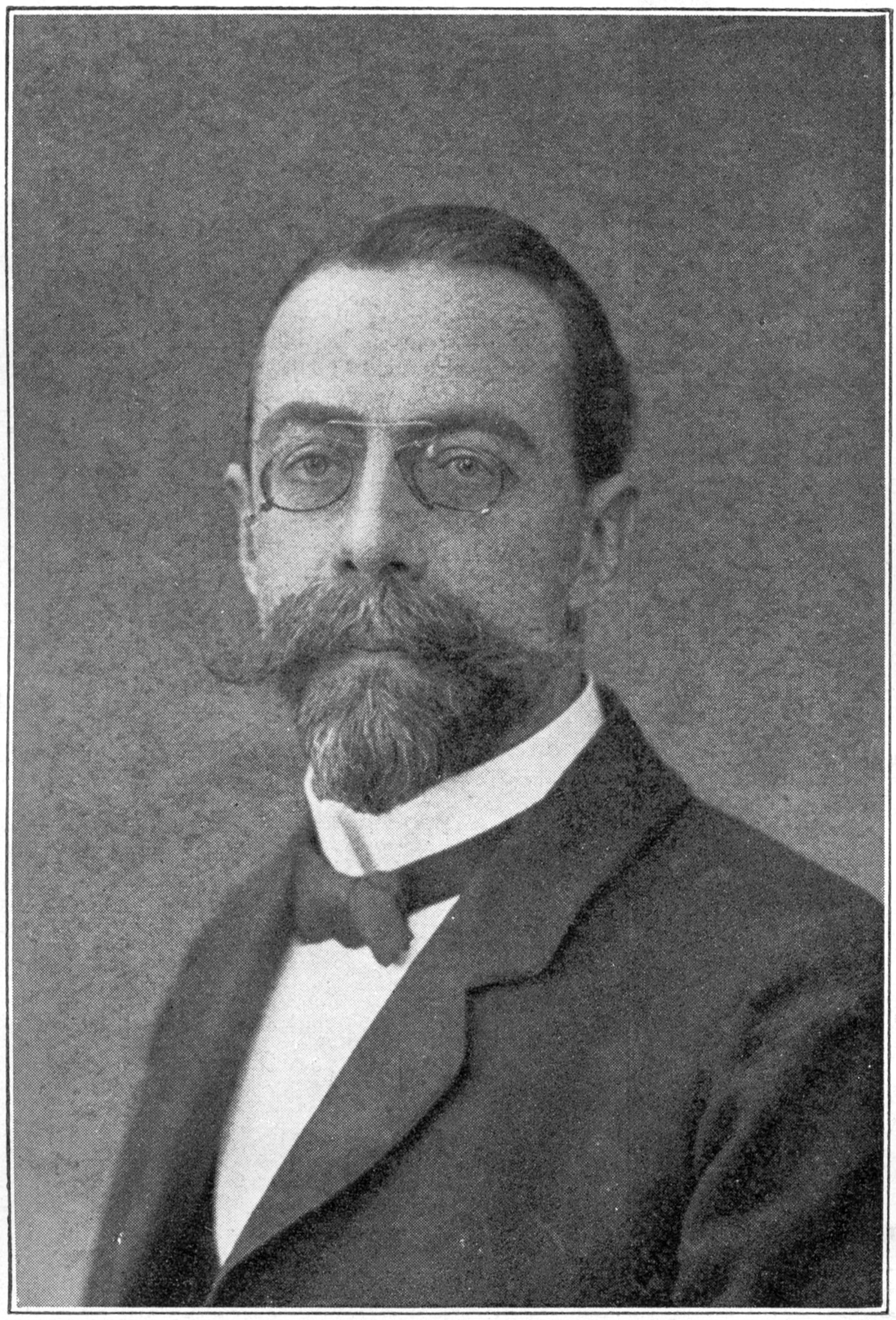
Ernst Meumann

Ernst Friedrich Wilhelm Meumann (29 augustus 1862 in Uerdingen bij Krefeld - 26 april 1915 in Hamburg) was een Duits experimenteel psycholoog. Hij wordt beschouwd als de grondlegger van de onderwijspsychologie en experimentele pedagogiek in Duitsland.

## Leven
Meumann was de derde van zes kinderen van de protestantse predikant Friedrich Ewald Meumann en zijn vrouw Pauline-Henriette Röhrig. In 1866 verhuisde het gezin naar Langenberg (Rijnland), waar zijn vader predikant werd en zijn broer Friedrich Meumann werd geboren. Na zijn middelbare school in Elberfeld in 1883 te hebben afgelegd, ging Meumann eerst filosofie en kunstgeschiedenis studeren. Daarna studeerde hij protestantse theologie en werkte als privéleraar. Nadat hij in 1891 promoveerde bij Christoph von Sigwart in Tübingen voor "Das Grundgesetz der Assoziation und Reproduktion der Vorstellungen", ging hij naar Leipzig naar het Institut für experimentelle Psychologie van Wilhelm Wundt. Tijdens zijn studie werd hij lid van de Verein Deutscher Studenten in Bonn en Leipzig. Vanaf 1893 werkte hij hier als assistent en promoveerde ook hier een jaar later met het proefschrift "Untersuchungen zur Psychologie und Ästhetik des Rhythmus".
In 1896 werd Meumann benoemd tot hoogleraar filosofie aan de Universiteit van Zürich, waar hij tot 1905 bleef. Daar bouwde hij het Psychologisch Laboratorium op, de voorloper van het Psychologisch Instituut. Hij werkte ook aan de universiteiten van Königsberg, Münster, Halle (Saale) en Leipzig.
In 1911 richtte Ernst Meumann het Koloniaal Instituut Hamburg op en in 1914 het interdisciplinaire Institut für Jugendkunde. Daaruit kwamen in 1919 met de oprichting van de Universiteit de Wijsbegeerte (William Stern, Ernst Cassirer), het psychologische (William Stern) en educatieve college (Gustaf Deuchler) voort. De onderwijskundige en directeur van de Lichtwarkschule Peter Petersen werkte ook mee in een groep voor religieuze psychologie. Meumann was sinds 1911 bestuurslid van de Bund für Schulreform en pleitte voor ingrijpende hervormingen zoals de Einheitsschule en de academische opleiding van basisschoolleraren.
Meumann was vanaf 1903 medeoprichter en redacteur van het Archiv für die gesamte Psychologie en vanaf 1910 de Sammlung von Abhandlungen zur psychologischen Pädagogik - Aus dem "Archiv für die gesamte Psychologie". In 1911 werd hij mede-uitgever van het Zeitschrift für Pädagogische Psychologie und Experimentelle Pädagogik.
Meumann was auteur van de "Theologenpetition" van 1886/87, waarmee hij stelling nam voor de dienstplicht van protestantse theologiestudenten en tegen een aanval van de Centrumpartij op de dienstplicht van geestelijken.

## Werken
- (1907) Vorlesungen zur Einführung in die Experimentelle Pädagogik und ihre psychologischen Grundlagen. (2 Bde.; 2. Aufl. Engelmann, Leipzig 1911)
- (1908) Intelligenz und Wille. Quelle & Meyer, Leipzig (2. umgearb. und vermehrte Aufl. 1913, weitere Auflagen, hrsg. von G. Störring ebd. ³1920 und 1925)